# Direitos LGBT na América do Sul

Reconhecimento do casamento homossexual por país:
Casamento entre pessoas do mesmo sexo
União Civil
Sem reconhecimento
Sem reconhecimento (casamento homossexual proibido)
Homossexualidade ilegal

A diversidade sexual na América do Sul varia de acordo com a legislação de cada país. Dentre os catorze países e territórios da região geográfica chamada de América do Sul, um deles, a Guiana, possui legislação que criminaliza as relações homossexuais entre homens. Outro deles, como o Equador, tem leis que garantem a proteção dos cidadãos LGBT e reconhecem uniões civis entre casais do mesmo sexo. Em 2021, a Argentina, o Brasil, a Colômbia, o Uruguai, o Equador e o Chile são os seis únicos países que reconhecem e garantem o casamento entre pessoas do mesmo sexo, assim como a proteção e garantia de seus outros direitos, embora esta ação esteja sendo discutida também na Venezuela.
 Argentina - Bolívia - Brasil - Chile - Colômbia - Equador - Guiana Francesa - Guiana - Ilhas Falkland - Paraguai - Peru - Suriname - Uruguai - Venezuela

## Argentina
- Pune? Não
- Reconhece casais do mesmo sexo? Sim, o Casamento entre pessoas do mesmo sexo na Argentina é permitido desde 2010
- Protege de discriminação? Sim
- Adoção? Sim

## Bolívia
- Pune? Não
- Reconhece casais do mesmo sexo? Não. A legislação local proíbe constitucionalmente o casamento entre pessoas do mesmo sexo
- Protege de discriminação? Sim
- Adoção? Não

## Brasil
- Pune? Não.
- Reconhece casais do mesmo sexo? Sim. O Casamento entre pessoas do mesmo sexo no Brasil é permitido desde 2013, graças à uma jurisprudência da Suprema Corte do Brasil (STF)
- Protege de discriminação? Sim
- Adoção? Sim

## Chile
- Pune? Não
- Reconhece casais do mesmo sexo? Sim, o casamento entre pessoas do mesmo sexo no Chile é permitido desde 2022
- Protege de discriminação? Sim
- Adoção? Sim

## Colômbia
- Pune? Não
- Reconhece casais do mesmo sexo?  Sim, o casamento entre pessoas do mesmo sexo na Colômbia é permitido desde 2016
- Protege de discriminação? Sim
- Adoção? Sim

## Equador
- Pune? Não
- Reconhece casais do mesmo sexo? Sim, o casamento entre pessoas do mesmo sexo no Equador é permitido desde 2019.
- Protege de discriminação? Sim
- Adoção? Não

## Guiana Francesa
- Pune? Não
- Reconhece casais do mesmo sexo? Sim, Pacte civil de solidarité desde 1999. Casamento desde 2013
- Protege de discriminação? Sim
- Adoção? Sim

## Guiana
- Pune Sim. Todos os tipos de homossexualidade (Cross-dressing legal desde 2018)
- Pena máxima: Prisão de 3 anos
- Pena mínima: Prisão de 1 ano
- Reconhece casais do mesmo sexo? não
- Protege de discriminação? Não (em cogitação)

## Ilhas Falkland
- Pune? Não
- Reconhece casais do mesmo sexo? Sim
- Protege de discriminação? Sim
- Adoção? Sim

## Paraguai
- Pune? Não
- Reconhece casais do mesmo sexo? Não. O reconhecimento de uniões entre pessoas do mesmo sexo é proibido pela Constituição do país
- Protege de discriminação? Não
- Adoção? Não

## Peru
- Pune? Não
- Reconhece casais do mesmo sexo? Não
- Protege de discriminação? Sim
- Adoção? Não

## Suriname
- Pune? Não
- Reconhece casais do mesmo sexo? Não
- Protege de discriminação? Sim
- Adoção? Não

## Uruguai
- Pune? Não
- Reconhece casais do mesmo sexo? Sim. O Casamento entre pessoas do mesmo sexo no Uruguai é permitido desde 2013
- Protege de discriminação? Sim
- Adoção? Sim

## Venezuela
- Pune? Não
- Reconhece casais do mesmo sexo? Não (Proposto)
- Protege de discriminação? Sim
- Adoção? Não

 Argentina - Bolívia - Brasil - Chile - Colômbia - Equador - Guiana Francesa - Guiana - Ilhas Malvinas - Paraguai - Peru - Suriname - Uruguai - Venezuela